# Публій Юлій Луп
Публій Юлій Луп (лат. Publius Julius Lupus; ? — після 98) — державний діяч Римської імперії.

## Життєпис
Походив з римогалльського роду вершників Юліїв Лупів. Наймовірніше син Тиберія Юлія Лупа, префекта Єгипту.
Відомості про нього обмежені. Одружився з Аррією Фаділою, удовою консула Тита Аврелія Фульва, ставши таким чином вітчимом майбутнього імператора Антоніна Пія. У 98 році стає консулом-суфектом (разом з Квінтом Фульвієм Гіллоном Біттієм Прокулом). Каденція тривала протягом листопада—грудня. Поджальша доля невідома.

## Родина
Дружина — Аррія Фаділла, донька Гнея Аррія Антоніна, консула-суфекта 69 і 90 років
Діти:
- Аррія Лупула
- Юлія Фаділла